# DuckTales (serie animata 2017)
DuckTales è una serie animata statunitense prodotta da Matt Youngberg e Francisco Angones, originariamente solo per Disney XD e in seguito anche per Disney Channel. Prodotta dalla Disney Television Animation, è un reboot della serie del 1987 DuckTales - Avventure di paperi. DuckTales fu annunciata nel febbraio 2015 e iniziò il 12 agosto 2017 con uno speciale di 44 minuti intitolato Woo-oo!. La prima stagione, che riprese il 23 settembre 2017, è composta da altri 21 episodi di 22 minuti e da un finale di stagione di 44 minuti. Prima della trasmissione, la serie fu rinnovata per una seconda stagione il 2 marzo 2017.
La seconda stagione fu trasmessa dal 20 ottobre 2018. Il 21 settembre 2018 fu annunciato che DuckTales era stata rinnovata per una terza stagione, che è stata trasmessa dal 4 aprile 2020 e che, il 2 dicembre 2020 è stata confermata essere l'ultima, e si è conclusa il 15 marzo 2021.

## Trama
Dopo non essersi parlati per dieci anni, Paperon de' Paperoni si riunisce con il nipote Paperino quando quest'ultimo gli chiede di fare da babysitter ai suoi tre nipoti gemelli Qui, Quo e Qua. I ragazzi riaccendono il senso dell'avventura di Paperone, che invita Paperino e i ragazzi a vivere con lui a Villa de' Paperoni, insieme alla sua governante, la signora Beakley, e sua nipote Gaia Vanderquack. Insieme all'autista e pilota di Paperone, Jet McQuack, i paperi intraprendono molte nuove spedizioni di caccia al tesoro e avventure in giro per il mondo mentre combattono con cattivi come Cuordipietra Famedoro, la Banda Bassotti e Mark Becchis.
Nella prima stagione, Quo e Gaia decidono di scoprire la verità sul rapporto teso tra Paperone e Paperino e sulla scomparsa inspiegabile della madre dei ragazzi e sorella gemella di Paperino, Della Duck. La strega Amelia manipola segretamente gli eventi per facilitare il proprio ritorno, cercando vendetta su Paperone per averla imprigionata nella sua Numero Uno per 15 anni.
Nella seconda stagione, Paperone e Cuordipietra competono per diventare il papero più ricco del mondo entro la fine dell'anno, mentre Qua cerca di avviare la sua attività multimilionaria nella speranza di seguire le orme di Paperone. Della si riunisce con la sua famiglia dopo essere fuggita dalla Luna e si adatta alla sua nuova maternità, inconsapevole che i Lunari stanno progettando di invadere la Terra, guidati dal malvagio Generale Lunaris.
Nella terza e ultima stagione, i paperi scoprono il diario della leggendaria esploratrice Isabella Finch, che descrive in dettaglio diversi tesori e manufatti perduti, e iniziano una spedizione giramondo per trovarli tutti. Tuttavia, l'organizzazione criminale F.O.W.L., guidata dal diabolico Bradford Buzzard e i suoi fratelli Bentley e Buford, complotta per eliminare i paperi e trovare i tesori prima di loro.

## Episodi
| Stagione         | Episodi | Prima TV USA | Prima TV Italia |
| ---------------- | ------- | ------------ | --------------- |
| Prima stagione   | 25      | 2017-2018    | 2017-2018       |
| Seconda stagione | 25      | 2018-2019    | 2019-2020       |
| Terza stagione   | 25      | 2020-2021    | 2021-2022       |

## Personaggi e doppiatori
Il cast originale della serie (quasi totalmente rinnovato rispetto a quello della serie originale) venne annunciato nel dicembre 2016.
| Personaggio          | Doppiatore originale | Doppiatore italiano |
| -------------------- | -------------------- | ------------------- |
| Paperon de' Paperoni | David Tennant        | Fabrizio Vidale     |
| Qui                  | Danny Pudi           | Paolo De Santis     |
| Quo                  | Ben Schwartz         | Alessio Puccio      |
| Qua                  | Bobby Moynihan       | Massimiliano Alto   |
| Gaia                 | Kate Micucci         | Monica Bertolotti   |
| Jet McQuack          | Beck Bennett         | Massimo Bitossi     |
| Bentina Beakley      | Toks Olagundoye      | Barbara Castracane  |
| Paperino             | Tony Anselmo         | Luca Eliani         |
| Della Duck           | Paget Brewster       | Tiziana Avarista    |

## Promozione
Il teaser trailer della serie è stato pubblicato il 7 dicembre 2016, seguito nove giorni dopo da un video in cui il cast canta la sigla della serie originale. Il 2 marzo 2017 è stato pubblicato il trailer, trasmesso anche su Disney Channel il 10 marzo durante Rapunzel - Prima del sì. Nel giugno 2017 sono state pubblicate alcune clip con i protagonisti della serie seguite dalla sigla, una cover di quella della serie originale cantata da Felicia Barton. Il trailer italiano della serie è stato pubblicato il 30 ottobre 2017.

## Distribuzione
La serie ha debuttato negli Stati Uniti il 12 agosto 2017 su Disney XD con un episodio speciale di 40 minuti, gli episodi vengono poi trasmessi a partire dal 23 settembre.. Negli Stati Uniti gli episodi sono stati trasmessi ogni giorno su Disney Channel e non più su Disney XD.
Le prime due stagioni sono state trasmesse in italiano su Disney Channel dal 26 novembre 2017 al 2 febbraio 2020, mentre la terza è stata pubblicata su Disney+ dal 30 aprile 2021 (ma resa disponibile sul suolo italiano solo dal 13 ottobre). Il doppiaggio è stato eseguito presso lo studio Royfilm con direzione di Leslie La Penna e dialoghi italiani di Manuela Marianetti, Nunziante Valoroso, Marina D'Aversa e Paola Giannetti.

## Accoglienza
DuckTales ha ricevuto recensioni positive da parte della critica. Sul sito aggregatore di recensioni Rotten Tomatoes la prima stagione della serie detiene un indice di gradimento del 100% basato su 12 recensioni professionali, con un voto medio di 9/10. Il consenso critico del sito recita: "Molto energico, progettato in modo distintivo e in armonia con la sua nostalgia, questo aggiornamento di un classico animato Disney è molto più audace del suo predecessore". Chris Hayner di IGN, alla première del primo episodio, ha dato un punteggio di 8,5 su 10, affermando che la serie "potrebbe essere rivolta a un pubblico giovane e moderno, ma non si può negare il cuore e lo spirito avventuroso da cui deriva la serie originale."

## Opere derivate

### Fumetti
La IDW Publishing ha pubblicato da luglio 2017 ad aprile 2019 un albo a fumetti legato alla serie televisiva, che vede come sceneggiatori Joe Caramagna, Joey Cavalieri e Steve Behling e come disegnatori, tra gli altri, Luca Usai e Gianfranco Florio. L'edizione italiana è stata pubblicata su Topolino a partire dal novembre 2017 e tra il 2020 e il 2021 in sei volumi contenenti anche le storie precedentemente apparse nel settimanale.